# Jakub Müller
Jakub Müller (ur. 20 marca 1920 w Nowym Sączu, zm. 16 grudnia 2010 w Malmö) – polski działacz społeczności żydowskiej, w latach 1956–1969 przewodniczący Kongregacji Wyznania Mojżeszowego w Nowym Sączu, wieloletni opiekun tamtejszego cmentarza żydowskiego oraz synagogi Bajs Nusn. Od 1969 na stałe mieszkał w Szwecji.